# Liste der Baudenkmale in Baruth/Mark
In der Liste der Baudenkmale in Baruth/Mark sind alle Baudenkmale der brandenburgischen Stadt Baruth/Mark aufgelistet. Grundlage ist die Veröffentlichung der Landesdenkmalliste mit dem Stand vom 31. Dezember 2022.

## Baudenkmale in den Ortsteilen
In den Spalten befinden sich folgende Informationen:
- ID-Nr.: Die Nummer wird vom Brandenburgischen Landesamt für Denkmalpflege vergeben. Ein Link hinter der Nummer führt zum Eintrag über das Denkmal in der Denkmaldatenbank. In dieser Spalte kann sich zusätzlich das Wort Wikidata befinden, der entsprechende Link führt zu Angaben zu diesem Denkmal bei Wikidata.
- Lage: die Adresse des Denkmales und die geographischen Koordinaten. Link zu einem Kartenansichtstool, um Koordinaten zu setzen. In der Kartenansicht sind Denkmale ohne Koordinaten mit einem roten beziehungsweise orangen Marker dargestellt und können in der Karte gesetzt werden. Denkmale ohne Bild sind mit einem blauen bzw. roten Marker gekennzeichnet, Denkmale mit Bild mit einem grünen beziehungsweise orangen Marker.
- Bezeichnung: Bezeichnung in den offiziellen Listen des Brandenburgischen Landesamtes für Denkmalpflege. Ein Link hinter der Bezeichnung führt zum Wikipedia-Artikel über das Denkmal.
- Beschreibung: die Beschreibung des Denkmales
- Bild: ein Bild des Denkmales und gegebenenfalls einen Link zu weiteren Fotos des Baudenkmals im Medienarchiv Wikimedia Commons

### Baruth/Mark
| ID-Nr.                           | Lage                                | Bezeichnung                                                                                      | Beschreibung | Bild                                                    |
| -------------------------------- | ----------------------------------- | ------------------------------------------------------------------------------------------------ | --- | ------------------------------------------------------- |
| 09107236                         | Ernst-Thälmann-Platz 1, 2 (Lage)    | Amtsgerichtsgebäude, Postgebäude                                                                 | Die beiden zusammenhängenden Gebäude wurden 1911 erbaut. | Amtsgerichtsgebäude, Postgebäude                        |
| 09105820                         | Hauptstraße 73 (Lage)               | Wohnhaus                                                                                         | | Wohnhaus                                                |
| 09105067                         | Hauptstraße 110 (Lage)              | Wohnhaus                                                                                         | | Wohnhaus                                                |
| 09105261                         | Kirchstraße (Lage)                  | Stadtkirche St. Sebastian                                                                        | Die evangelische Stadtkirche St. Sebastian stammt aus dem 15. oder 16. Jahrhundert. Ein überliefertes Weihedatum aus dem Jahre 1346 bezieht sich wohl auf einen Vorgängerbau. Im Inneren ist die Ausstattung aus dem Jahre 1680. | weitere Bilder                                          |
| 09105978                         | Luckenwalder Straße 7 (Lage)        | Forstarbeiterhaus                                                                                | | Forstarbeiterhaus                                       |
| 09105771                         | Luckenwalder Straße 15 (Lage)       | Villa mit Garten                                                                                 | Massiver Ziegelbau, zweigeschossig, Walmdach, Datierung 1928. Mit seitlicher Auffahrt entlang des Vorgartens; stark zurückversetzt von der Straße. | Villa mit Garten                                        |
| 09106039 Teilobjekt zu: 09105771 | Luckenwalder Straße 15 (Lage)       | Villengarten                                                                                     | Zur Villa gehören ein Vor- und ein Hintergarten. | Villengarten                                            |
| 09105745                         | Luckenwalder Straße 22 (Lage)       | Försterei mit Kelleranlage des ehemaligen Pressvorwerks                                          | Südwestlich des Baruther Stadtkerns am Hang des Frauenbergs. Datierung 1750. | Försterei mit Kelleranlage des ehemaligen Pressvorwerks |
| 09106967 Teilobjekt zu: 09105745 | Luckenwalder Straße 22 (Lage)       | Wohnhaus                                                                                         | | Wohnhaus                                                |
| 09106968 Teilobjekt zu: 09105745 | Luckenwalder Straße 22 (Lage)       | Stall                                                                                            | | BW                                                      |
| 09105263                         | Mühlenberg (Lage)                   | Holländer-Turmwindmühle                                                                          | | Holländer-Turmwindmühle                                 |
| 09105850                         | Rudolf-Breitscheid-Straße 2 (Lage)  | Wohnhaus                                                                                         | | Wohnhaus                                                |
| 09105821                         | Rudolf-Breitscheid-Straße 36 (Lage) | Mietwohnhaus                                                                                     | | Mietwohnhaus                                            |
| 09105828                         | Rudolf-Breitscheid-Straße 39 (Lage) | Mietwohnhaus                                                                                     | | Mietwohnhaus                                            |
| 09105262                         | Schloss Baruth 40, 41 (Lage)        | Schlossanlage, bestehend aus Altem Schloss, Neuem Schloss, Frauenhaus, Gärtnerhaus und Eiskeller | Seit dem 12. Jahrhundert stand hier eine Burg, diese wurde im 17. Jahrhundert zu einem Schloss ausgebaut. Das Schloss war der Sitz der Grafen von Solms-Baruth. | weitere Bilder                                          |
| 09106447 Teilobjekt zu: 09105262 | Schloss Baruth 40 (Lage)            | Verbindungsgang / Fachwerkgang                                                                   | Der Verbindungsgang führt vom Alten Schloss auf die Villa, den Kopfbau des Neuen Schlosses zu. Ein Ende 19. Jhs. zwischen Neuem Schloss und Frauenhaus errichteter aufgeständerter Fachwerkgang (nach 1960 z. T. abgebrochen, ist erneuert worden). | Verbindungsgang / Fachwerkgang                          |
| 09106703 Teilobjekt zu: 09105262 | Schloss Baruth 41 (Lage)            | Wohnhaus, sog. Neue Schloss                                                                      | Das Wohnhaus wird auch als Neues Schloss bezeichnet. Annähernd gleich Größe wie der Mittelteil, klassizistischer Bau, zweigeschossig über Feldsteinsockel und mit flachem Walmdach (2012 weitgehend ausgebrannt). | Wohnhaus, sog. Neue Schloss                             |
| 09106704 Teilobjekt zu: 09105262 | Schloss Baruth 41 (Lage)            | Wohnhaus                                                                                         | Es ist der mittlere Teil des Neuen Schlosses. Es stellt das eingeschossige Kerngebäude/Gartenhaus (Orangerie) dar, zweite Hälfte 18. Jh. (Anfang 19. Jh. verändert). Ausgebautes Mansardgeschoss und symmetrisch gegliederten Fassaden mit Quadernutung (teilweise durch Anbau von 1967 verdeckt).                                                                       | Wohnhaus                                                |
| 09106705 Teilobjekt zu: 09105262 | Schloss Baruth 41 (Lage)            | Villa                                                                                            | Dreigeschossiger Kopfbau (westlicher Teil) des Neuen Schlosses (das in wesentlichen drei Etappen entstanden) in Neurenaissance-Formen von 1912/13. An West- und Nordseite Mittelrisalite mit Volutengiebeln; über dem Portal Wappentafel. | Villa                                                   |
| 09106446 Teilobjekt zu: 09105262 | Schloss Baruth 40 ()                | Eiskeller                                                                                        | | ein Bild hochladen                                      |
| 09105613                         | Schloss Baruth 40 (Lage)            | Schlosspark                                                                                      | Der Schlosspark wurde nach Entwürfen von Lenné gestaltet. | Schlosspark                                             |
| 09105738                         | Schulstraße 9 (Lage)                | Wohnhaus                                                                                         | | Wohnhaus                                                |
| 09105739                         | Viehtrift 6 (Lage)                  | Wohnhaus „Alleehaus“                                                                             | | Wohnhaus „Alleehaus“                                    |
| 09105986                         | Walther-Rathenau-Platz 3 (Lage)     | Oberpfarre                                                                                       | Das Pfarrhaus wurde 1746/1747 erbaut. Es ist ein zweigeschossiges Fachwerkhaus mit einem Mansardwalmdach. | Oberpfarre                                              |
| 09106203                         | Walther-Rathenau-Platz 9 (Lage)     | Wohnhaus mit Nebengebäude                                                                        | Das Haus wurde inzwischen restlos abgetragen (höchstwahrscheinlich aufgrund schwerwiegender Baufälligkeit; Stand April 2024). Vgl. auch Teilobjekt Wirtschaftsgebäude. | Wohnhaus mit Nebengebäude                               |
| 09106204 Teilobjekt zu: 09106203 | Walther-Rathenau-Platz 9 (Lage)     | Wirtschaftsgebäude                                                                               | Das Gebäude befindet sich auf dem Hof. Das Wirtschaftsgebäude wurde inzwischen ebenfalls restlos abgetragen (Stand April 2024). | Wirtschaftsgebäude                                      |
| 09105264                         | Zossener Straße (Lage)              | Sowjetischer Ehrenfriedhof an der Bundesstraße 96                                                | Der sowjetische Ehrenfriedhof wurde 1946/1947 zur Erinnerung der im Kessel von Halbe gefallenen Soldaten der 3. und 4. Panzerarmee angelegt. Auf dem Ehrenfriedhof liegen 1208 Soldaten. 1991 kamen 91 Soldaten von einem provisorischen Friedhof in Ragow hinzu. Unter dem Obelisk befindet sich eine Friedhofshalle, der Eingang wird von zwei T-34-Panzern flankiert. | weitere Bilder                                          |

### Charlottenfelde
| ID-Nr.   | Lage                     | Bezeichnung | Beschreibung | Bild        |
| -------- | ------------------------ | ----------- | ------------ | ----------- |
| 09105474 | Charlottenfelde (Lage)   | Glockenturm |              | Glockenturm |
| 09105473 | Charlottenfelde 7 (Lage) | Wohnhaus    |              | Wohnhaus    |

### Dornswalde
| ID-Nr.                           | Lage                         | Bezeichnung     | Beschreibung                                                                                     | Bild            |
| -------------------------------- | ---------------------------- | --------------- | ------------------------------------------------------------------------------------------------ | --------------- |
| 09107205                         | Dornswalder Straße 12 (Lage) | Gehöft          | Bestehend aus Wohnhaus, linkem Wirtschaftsgebäude und rechtem Stallgebäude. Datierung 1860/1910. | Gehöft          |
| 09107206 Teilobjekt zu: 09107205 | Dornswalder Straße 12 (Lage) | Wohnhaus        | Auf der linken Seite des Gehöfts liegend.                                                        | Wohnhaus        |
| 09107207 Teilobjekt zu: 09107205 | Dornswalder Straße 12 (Lage) | Stall & Scheune | Unmittelbar anschließend an das Wohnhaus und in südlicher Verlängerung selbigen liegend.         | Stall & Scheune |
| 09107208 Teilobjekt zu: 09107205 | Dornswalder Straße 12 (Lage) | Stall           | Rechtes Stallgebäude.                                                                            | Stall           |

### Glashütte
| ID-Nr.                           | Lage                | Bezeichnung | Beschreibung | Bild                         |
| -------------------------------- | ------------------- | --- | --- | ---------------------------- |
| 09105571                         | Hüttenweg (Lage)    | Industrieanlage Glashütte, mit altem und neuem Hüttengebäude sowie Werkstattgebäuden, Hüttensiedlung und Backhäuschen | Glashütte 1716 gegründet, 1980 wurde der Betrieb eingestellt, jetzt Museumsdorf. Geschlossen erhaltener Komplex mit Arbeiterhäusern, Schmiede, Schule und Produktionsstätten; Fachwerk- und Ziegelbauten um 1800–1870. Das Museumsdorf Baruther Glashütte setzt sich mit der Sozial- und Technikgeschichte des alten Glasmacherortes auseinander. Ein Glasmacher erläutert Besuchern sein Handwerk. Eine weitere Ausstellung über den Erfinder der Thermoskanne Reinhold Burger ist zu besichtigen. | weitere Bilder               |
| 09106762 Teilobjekt zu: 09105571 | Hüttenweg 21 (Lage) | Glashütte & Werkstattgebäude                                                                                          | | Glashütte & Werkstattgebäude |
| 09106017 Teilobjekt zu: 09105571 | Hüttenweg (Lage)    | Wohnhaus | | Wohnhaus                     |
| 09106345 Teilobjekt zu: 09105571 | Hüttenweg (Lage)    | Backhaus | Das Backhaus liegt nördlich vom Gasthaus Reuner und östlich der Alten Hütte. | Backhaus                     |

### Groß Ziescht
| ID-Nr.                           | Lage                                 | Bezeichnung                                                                                             | Beschreibung | Bild               |
| -------------------------------- | ------------------------------------ | --- | --- | ------------------ |
| 09107174                         | Groß Zieschter Dorfstraße 2 (Lage)   | Gehöft, bestehend aus Wohnhaus, östlichen und westlichem Stallgebäude, Torhaus sowie Scheune mit Remise | Neuere Untersuchungen von Bauforschern haben ergeben, dass das Wohnhaus des Vierseithofs aus dem Jahr 1618 stammt und damit das älteste Bauernhaus Brandenburgs ist.     | weitere Bilder     |
| 09107175 Teilobjekt zu: 09107174 | Groß Zieschter Dorfstraße 2 (Lage)   | Wohnhaus                                                                                                | Das Wohnhaus steht schließt westlich an das Torhaus an. | Wohnhaus           |
| 09107176 Teilobjekt zu: 09107174 | Groß Zieschter Dorfstraße 2 (Lage)   | Stall                                                                                                   | Der Stall steht auf der westlichen Seite des Hofes. | Stall              |
| 09107177 Teilobjekt zu: 09107174 | Groß Zieschter Dorfstraße 2 (Lage)   | Stall                                                                                                   | Der Stall steht auf der östlichen Seite des Hofes. | Stall              |
| 09107178 Teilobjekt zu: 09107174 | Groß Zieschter Dorfstraße 2 (Lage)   | Torhaus                                                                                                 | | Torhaus            |
| 09107179 Teilobjekt zu: 09107174 | Groß Zieschter Dorfstraße 2 ()       | Scheune                                                                                                 | | ein Bild hochladen |
| 09107180 Teilobjekt zu: 09107174 | Groß Zieschter Dorfstraße 2 ()       | Remise                                                                                                  | | ein Bild hochladen |
| 09105309                         | Groß Zieschter Dorfstraße 29a (Lage) | Dorfkirche                                                                                              | Die evangelische Kirche wurde in der ersten Hälfte des 13. Jahrhunderts erbaut und im 18. Jahrhundert umgebaut. Die Empore und das Gestühl sind aus dem 18. Jahrhundert. | weitere Bilder     |

### Horstwalde
| ID-Nr.                           | Lage                     | Bezeichnung                          | Beschreibung | Bild            |
| -------------------------------- | ------------------------ | ------------------------------------ | --- | --------------- |
| 09105780                         | An der Düne 24/25 (Lage) | Gehöft                               | Das Gehöft mit zwei Wohnhäusern, Stall und Scheune sind auf die Jahre 1846/1855 datiert. | Gehöft          |
| 09107006 Teilobjekt zu: 09105780 | An der Düne 24/25 (Lage) | Wohnhaus                             | Das Wohnhaus befindet sich auf der östlichen Seite des Gehöfts. | Wohnhaus        |
| 09107007 Teilobjekt zu: 09105780 | An der Düne 24/25 (Lage) | Wohnhaus                             | Das Wohnhaus befindet sich auf der westlichen Seite des Gehöfts. | Wohnhaus        |
| 09107008 Teilobjekt zu: 09105780 | An der Düne 24/25 (Lage) | Stall & Scheune                      | Stall und Scheune begrenzen in einer durchgehenden Linie den Hof auf der Südseite. | Stall & Scheune |
| 09105762                         | An der Düne 26 (Lage)    | Gehöft                               | Am äußersten westlichen Rand von Horstwalde gelegen. | Gehöft          |
| 09106984 Teilobjekt zu: 09105762 | An der Düne 26 (Lage)    | Wohnhaus                             | Das Wohnhaus (eingeschossiger Ziegel-Fachwerk-Bau mit Krüppelwalmdach) setzt sich zusammen aus drei Doppelhausteilen und befindet sich auf der Nordseite des Hofes. Es datiert etwa auf das Jahr 1850. | BW              |
| 09106985 Teilobjekt zu: 09105762 | An der Düne 26 (Lage)    | Schuppen & Waschküche                | Das Gebäude ist ein eingeschossiger Fachwerkbau mit Satteldach und befindet sich auf der Westseite des Hofes. Es datiert etwa auf das Jahr 1900.                                                       | BW              |
| 09106986 Teilobjekt zu: 09105762 | An der Düne 26 (Lage)    | Stall & Lagergebäude & Toilettenhaus | Das Gebäude ist ein eingeschossiger Ziegelbau mit Satteldach und befindet sich auf der Südseite des Hofes. Es datiert etwa auf das Jahr 1900.                                                          | BW              |

### Kemlitz
| ID-Nr.   | Lage                             | Bezeichnung                      | Beschreibung | Bild                             |
| -------- | -------------------------------- | -------------------------------- | --- | -------------------------------- |
| 09105310 | Kemlitzer Hauptstraße 22a (Lage) | Dorfkirche                       | Die Dorfkirche stammt aus der Zeit um 1300, der eingezogene Turm wurde später erbaut. Im Innern befindet sich eine schlichte Ausstattung, darunter eine Hufeisenempore aus dem 17. Jahrhundert sowie ein Altar und eine Kanzel aus dem 18. Jahrhundert. Die Taufe stammt ebenfalls aus dem 18. Jahrhundert. | weitere Bilder                   |
| 09105846 | Kemlitzer Hauptstraße (Lage)     | Erdkeller, östlich von Nr. 1, 1a | Der Keller hinter dem Anwesen ist auf Ende des 19. Jahrhunderts datiert. | Erdkeller, östlich von Nr. 1, 1a |

### Klasdorf
| ID-Nr.                           | Lage                         | Bezeichnung | Beschreibung | Bild                    |
| -------------------------------- | ---------------------------- | --- | --- | ----------------------- |
| 09105731                         | Am Bahnhof Klasdorf 1 (Lage) | Bahnhof Klasdorf, bestehend aus Bahnhofsempfangsgebäude, Stellwerk, Wartehalle, Güterschuppen und Toilettenhaus mit Nebengebäude | Datierung 1874-1875. | weitere Bilder          |
| 09106954 Teilobjekt zu: 09105731 | Am Bahnhof Klasdorf 1 (Lage) | Bahnhofsempfangsgebäude | | Bahnhofsempfangsgebäude |
| 09106957 Teilobjekt zu: 09105731 | Am Bahnhof Klasdorf 1 (Lage) | Stellwerk | | Stellwerk               |
| 09106958 Teilobjekt zu: 09105731 | Am Bahnhof Klasdorf 1 (Lage) | Wartehalle | Die Wartehalle befindet sich rechts, von der Straßenseite gesehen, am Empfangsgebäude. Sie ist ein eingeschossiger Ziegelbau mit einem flachen Satteldach.                                                      | Wartehalle              |
| 09106955 Teilobjekt zu: 09105731 | Am Bahnhof Klasdorf 1 (Lage) | Toilettenhaus | | Toilettenhaus           |
| 09106956 Teilobjekt zu: 09105731 | Am Bahnhof Klasdorf 1 (Lage) | Güterschuppen | Der Güterschuppen befindet sich links, von der Straßenseite gesehen, am Empfangsgebäude. Beide Gebäude sind mit einem Zwischenbau verbunden. Er ist ein eingeschossiger Ziegelbau mit einem flachen Satteldach. | Güterschuppen           |

### Ließen
| ID-Nr.                           | Lage   | Bezeichnung | Beschreibung | Bild           |
| -------------------------------- | ------ | ----------- | --- | -------------- |
| 09105386                         | (Lage) | Dorfkirche  | Die evangelische Dorfkirche wurde im frühen 18. Jahrhundert erbaut. Der Taufengel im Inneren stammt ebenfalls aus dem 18. Jahrhundert. | weitere Bilder |
| 09106717 Teilobjekt zu: 09105386 | (Lage) | Taufengel   | | Taufengel      |

### Merzdorf
| ID-Nr.                           | Lage               | Bezeichnung                                                                 | Beschreibung | Bild               |
| -------------------------------- | ------------------ | --------------------------------------------------------------------------- | --- | ------------------ |
| 09105443                         | (Lage)             | Dorfkirche                                                                  | Die evangelische Dorfkirche ist um 1300 erbaut worden, der Turm kam 1930 hinzu. Die Glocke wurde 1479 gegossen. Der Kanzelaltar im Inneren wurde Ende des 17. Jahrhunderts erstellt. | weitere Bilder     |
| 09106322 Teilobjekt zu: 09105443 | (Lage)             | Glocke                                                                      | | BW                 |
| 09105445                         | ()                 | Zisterne                                                                    | | ein Bild hochladen |
| 09105444                         | Merzdorf 64 (Lage) | Mühlengehöft, bestehend aus: Wohnhaus, Wirtschaftsgebäude und Bockwindmühle | Südwestlich der Ortslage am „Knie“ der B 115, auf der Südseite der Straße. | weitere Bilder     |
| 0910 Teilobjekt zu: 09105444     | Merzdorf 64 (Lage) | Wohnhaus                                                                    | Eingeschossiger Fachwerkbau mit Krüppelwalmdach. Datiert auf 1801/1830. Der Wohnhaus ist durch schwerwiegende Baufälligkeit gekennzeichnet (Stand 7. April 2024).                    | Wohnhaus           |
| 0910 Teilobjekt zu: 09105444     | Merzdorf 64 (Lage) | Stall                                                                       | Eingeschossiger Ziegel-/Feldsteinbau mit Satteldach. Datiert auf 1890/1900. Der Stall ist durch schwerwiegendste Baufälligkeit gekennzeichnet (Stand 7. April 2024).                 | Stall              |
| 0910 Teilobjekt zu: 09105444     | Merzdorf 64 (Lage) | Mühle                                                                       | lt. Inschrift datiert auf das Jahr 1802. | Mühle              |

### Paplitz
| ID-Nr.                           | Lage                           | Bezeichnung                     | Beschreibung | Bild               |
| -------------------------------- | ------------------------------ | ------------------------------- | --- | ------------------ |
| 09105466                         | (Lage)                         | Dorfkirche                      | Die evangelische Dorfkirche wurde wahrscheinlich im 14. oder 15. Jahrhundert erbaut. Im Dreißigjährigen Krieg wurde die Kirche zerstört und wieder aufgebaut. Die Ausstattung im Inneren ist aus der Wiederaufbauzeit um 1660/1670. | weitere Bilder     |
| 09105806                         | Kemlitzer Straße 2-5 (Lage)    | Gutsarbeiterhäuser mit Scheunen | | weitere Bilder     |
| 09107045 Teilobjekt zu: 09105806 | Kemlitzer Straße 2, 3, 4, 5 () | Scheune                         | | ein Bild hochladen |
| 09105995                         | Kemlitzer Straße 11 (Lage)     | Gutsarbeiterhäuser mit Scheunen | | weitere Bilder     |
| 09105995                         | Kemlitzer Straße 11 ()         | Stall                           | Der Stall liegt parallel zum Hauptgebäude auf dem Hof. | ein Bild hochladen |

### Petkus
| ID-Nr.                           | Lage                                        | Bezeichnung | Beschreibung | Bild               |
| -------------------------------- | ------------------------------------------- | --- | --- | ------------------ |
| 09105467                         | (Lage)                                      | Dorfkirche | Die evangelische Dorfkirche stammt aus der ersten Hälfte des 13. Jahrhunderts. Der Turm wurde in der zweiten Hälfte des 19. Jahrhunderts errichtet. Im Inneren ein Epitaph für Pastor Christian Koether, er ist im Jahre 1740 gestorben. | weitere Bilder     |
| 09105807                         | Alte Schulstraße 3 (Lage)                   | Zentralschule | | weitere Bilder     |
| 09105461                         | Petkuser Hauptstraße (Lage)                 | Wasserwerk | | weitere Bilder     |
| 09105470                         | Petkuser Hauptstraße 27 (Lage)              | Backhaus | | Backhaus           |
| 09105471                         | Petkuser Hauptstraße 33 (Lage)              | Schule und Küsterei | | weitere Bilder     |
| 09105472                         | Petkuser Hauptstraße 36a (Lage)             | Paltrockwindmühle | Die Mühle stammt aus dem Jahr 1835. Sie befindet sich südlich des Ortes. | weitere Bilder     |
| 09105761                         | Lieper Straße 3 (Lage)                      | Saatgutspeicher | Der Speicher ist ein um 1960 entstandenes dreigeschossiges Gebäude mit einer Stahlbetonskelett-Konstruktion. | Saatgutspeicher    |
| 09105468                         | Mitschurinstraße (Lage)                     | Gutspark | | Gutspark           |
| 09105402                         | Mitschurinstraße (Lage)                     | Denkmal Ferdinand von Lochow, im Gutspark | | BW                 |
| 09105469                         | Mitschurinstraße 4c, Lieper Straße 3 (Lage) | Gutsanlage Petkus, bestehend aus Herrenhaus, „Alter Saatzucht“ und Wirtschaftshof (vier Stallgebäude, Haferscheune, Remise, Kornspeicher und Schmiede) | Das Gutshaus entstand im Jahr 1858 auf einem hohen Kellergeschoss als elfachsiger Putzbau, der später zu einem zweigeschossigen Gebäude mit Mezzanin erweitert wurde.                                                                    | weitere Bilder     |
| 09106347 Teilobjekt zu: 09105469 | Mitschurinstraße 4c ()                      | Herrenhaus | | ein Bild hochladen |
| 09106348 Teilobjekt zu: 09105469 | Lieper Straße 3 ()                          | Speicher & Wohnhaus | | ein Bild hochladen |
| 09106349 Teilobjekt zu: 09105469 | Mitschurinstraße 4c, Lieper Straße 3 ()     | Remise | | ein Bild hochladen |
| 09106350 Teilobjekt zu: 09105469 | Mitschurinstraße 4c, Lieper Straße 3 ()     | Scheune | | ein Bild hochladen |
| 09106351 Teilobjekt zu: 09105469 | Mitschurinstraße 4c, Lieper Straße 3 ()     | Schmiede | | ein Bild hochladen |
| 09106352 Teilobjekt zu: 09105469 | Mitschurinstraße 4c, Lieper Straße 3 ()     | Stall | | ein Bild hochladen |
| 09106353 Teilobjekt zu: 09105469 | Mitschurinstraße 4c, Lieper Straße 3 ()     | Stall | | ein Bild hochladen |
| 09106354 Teilobjekt zu: 09105469 | Mitschurinstraße 4c, Lieper Straße 3 ()     | Stall | | ein Bild hochladen |
| 09106355 Teilobjekt zu: 09105469 | Mitschurinstraße 4c, Lieper Straße 3 ()     | Stall | | ein Bild hochladen |
| 09106356 Teilobjekt zu: 09105469 | Mitschurinstraße 4c, Lieper Straße 3 ()     | Speicher | | ein Bild hochladen |

### Radeland
| ID-Nr.   | Lage                        | Bezeichnung | Beschreibung                                                                      | Bild     |
| -------- | --------------------------- | ----------- | --------------------------------------------------------------------------------- | -------- |
| 09105868 | Radelander Straße 20 (Lage) | Wohnhaus    | Eingeschossiges Wohnhaus, aus Fachwerk errichtet; trägt ein schlichtes Satteldach | Wohnhaus |

### Schöbendorf
| ID-Nr.                           | Lage   | Bezeichnung                                                       | Beschreibung | Bild               |
| -------------------------------- | ------ | ----------------------------------------------------------------- | --- | ------------------ |
| 09105030                         | (Lage) | Horstmühle, bestehend aus Haupt- und Nebengebäude sowie Eiskeller | Das Mühlengebäude ist im 21. Jahrhundert nicht mehr vorhanden, jedoch ein zweigeschossiges Hauptgebäude, das aus Fachwerk errichtet wurde. Östlich des Haupthauses steht ein eingeschossiges Wirtschaftsgebäude sowie südöstlich ein Eiskeller.                                                            | weitere Bilder     |
| 09106523 Teilobjekt zu: 09105030 | (Lage) | Wohnhaus                                                          | Zweigeschossiges Fachwerkhaus mit Krüppelwalmdach. Datiert auf das Jahr 1751/1800. Besonderheit: Es sind noch diverse Kachelöfen im Haus vorzufinden. Sie stammen aus der Mitte des 19. Jhs. | Wohnhaus           |
| 09106524 Teilobjekt zu: 09105030 | (Lage) | Wirtschaftsgebäude                                                | Eingeschossiges Ziegelgebäude mit Satteldach. In seinen Anfängen besaß das Gebäude eine Stallfunktion. Zum Wirtschaftsgebäude gehörte damals auch ein kleines Toilettenhaus, das nach seiner Restaurierung in eine neue Funktion als Wanderrasthhütte überführt wurde. Datiert ungefähr auf das Jahr 1900. | Wirtschaftsgebäude |
| 09106525 Teilobjekt zu: 09105030 | (Lage) | Eiskeller                                                         | Erbaut aus Feld- und Ziegelsteinen, um 1900. Er liegt südlich der Horstmühle, am Waldrand. Ursprünglich gelangte man über eine Doppeltür in den Eiskeller. | Eiskeller          |